# Maxime Cam
Maxime Cam (Landerneau, 9 juli 1992) is een Frans wielrenner die sinds 2019 voor de in 2021 B&B Hotels p/b KTM geheten ploeg uitkomt. In 2015 reed hij voor Bretagne-Séché Environnement, in 2016 voor de opvolgende ploeg Fortuneo-Vital Concept.

## Resultaten in voornaamste wedstrijden
|      | \| Jaar \| Ronde van Lombardije \| \| ---- \| -------------------- \| \| 2019 \| opgave \| |
| Jaar | Ronde van Lombardije                                                                       |
| 2019 | opgave                                                                                     |

## Ploegen
2013 –  Brest Iroise Cyclisme 2000
2014 –  Brest Iroise Cyclisme 2000
2015 –  Bretagne-Séché Environnement
2016 –  Fortuneo-Vital Concept
2017 –  Côtes dÁmor-Marie Morin
2018 –  VC Pays De Laudéac
2019 –  Vital Concept-B&B Hotels
2020 –  B&B Hotels-Vital Concept p/b KTM
2021 –  B&B Hotels p/b KTM
Bideau · Boulo · Brun · Cam · Delaplace · Fédrigo · B. Feillu · R. Feillu · Fonseca · Gérard · Guillou · Hivert · Hoetarovitsj · Jarrier · Laborie · Ledanois · McLay · Périchon · Sepúlveda · Vachon · Bonnamour (stagiair) · Godoy (stagiair) · Madouas (stagiair)